# Long Hot Summer
Long Hot Summer este al nouălea single lansat de grupul britanic Girls Aloud. Piesa a fost produsă de Xenomania și a fost inclusă pe albumul Chemistry, cel de-al treilea single al grupului. Long Hot Summer a fost lansat ca primul extras pe singles de pe album, pe data de 22 august 2005.

## Lansarea și percepția
Long Hot Summer a fost un hit de vară însă nu a fost o adevărată lovitură, fiind pentru prima dată când grupul a ratat top 5 în Regatul Unit și top 10 în Irlanda. Pe CD-ul promoțional a mai fost inclus ca B Side o varientă live a piesei Real Life.
Cântecul a primit critici mixte, părerile fiind împărțite.

## Videoclipul
Videoclipul pentru Long Hot Summer începe cu surprinderea membrelor grupului în salopete, lucrând într-un garaj numit Pit Stop. Făcând legătură cu titlul, în videoclip este o zi foarte caldă astfel fetele încearcă să se răcorească. Din hainele cu care sunt îmbrăcate la începutul videoclipului, ele rămân îmbrăcate cu niște haine de club și încep un dans.
În 2007 telespectatorii postului FHM au votat pentru Long Hot Summer, devenind al treilea cel mai sexy videoclip al tuturor timpurilor.

## Track listing-ul și formate
| #                            | Titlul                                       | Durata |
| ---------------------------- | -------------------------------------------- | ------ |
| CD1: Polydor / 9873410 (UK)  |                                              |        |
| 1.                           | "Long Hot Summer"                            | 3:52   |
| 2.                           | "Love Machine" [Live at Hammersmith Apollo]  | 4:55   |
| CD2: Polydor / 9873589 (UK)  |                                              |        |
| 1.                           | "Long Hot Summer"                            | 3:52   |
| 2.                           | "Long Hot Summer" [Benitez Beats]            | 5:12   |
| 3.                           | "Real Life" [Live at Hammersmith Apollo]     | 3:52   |
| 4.                           | "Long Hot Summer" [Video]                    | 3:59   |
| 5.                           | "Long Hot Summer" [Karaoke Video]            | 3:59   |
| 6.                           | "Long Hot Summer" [Game]                     |        |
| 7.                           | "Long Hot Summer" [Ringtone]                 |        |
| UK Vinyl single 3            |                                              |        |
| 1.                           | "Long Hot Summer"                            | 3:52   |
| 2.                           | "Long Hot Summer" [Tony Lamezma Rides Again] | 7:12   |
| 3.                           | "Jump" [Almighty Remix]                      | 7:34   |
| UK iTunes exclusive download |                                              |        |
| 1.                           | "Long Hot Summer" [Live at G-A-Y]            | 3:52   |

## Versiuni și alte apariții
"Long Hot Summer"
| Versiunea                | Apariție                                                                        |
| ------------------------ | ------------------------------------------------------------------------------- |
| Album Version            | "Long Hot Summer" single, Chemistry, The Sound of Girls Aloud                   |
| Benitez Beats            | "Long Hot Summer" single                                                        |
| Tony Lamezma Rides Again | "Long Hot Summer" single                                                        |
| Video                    | "Long Hot Summer" single, What Will The Neighbours Say? Live [DVD], Style [DVD] |
| Live at G-A-Y            | UK iTunes exclusive download                                                    |

## Prezența în clasamente
Long Hot Summer a devenit single-ul cu cea mai joasă prestație în clasamentele din Regatul Unit, până atunci, reușind doar un loc #7, vânzările din prima săptămână ridicându-se la peste 18,000 unități. 

## Clasamente
| Clasament (2005)       | Poziția maximă |
| ---------------------- | -------------- |
| UK TV Airplay          | 6              |
| UK Singles Chart       | 7              |
| UK Download Chart      | 16             |
| UK Radio Airplay       | 42             |
| Irish Singles Chart    | 16             |
| European Singles Chart | 27             |
| Euro 200               | 40             |
| Poland Singles Chart   | 90             |

## Poziții Săptămânale
UK Singles Chart
| Săptămâna | 1 | 2  | 3  | 4  | 5  | 6  | 7  | 8  | 9  | 10 | 11  | 12  | 13      |
| --------- | - | -- | -- | -- | -- | -- | -- | -- | -- | -- | --- | --- | ------- |
| Poziție   | 7 | 14 | 24 | 36 | 45 | 62 | 72 | 70 | 77 | 99 | 141 | 167 | 189(re) |

Irish Singles Chart
| Săptămâna | 1  | 2  | 3  | 4  | 5  | 6  | 7  |
| --------- | -- | -- | -- | -- | -- | -- | -- |
| Poziție   | 16 | 20 | 26 | 28 | 35 | 37 | 47 |

UK Download Chart
| Săptămâna | 1  | 2  |
| --------- | -- | -- |
| Poziție   | 16 | 23 |

UK TV Airplay Chart
| Săptămâna | 1  | 2 | 3 | 4 | 5 | 6  | 7  |
| --------- | -- | - | - | - | - | -- | -- |
| Poziție   | 37 | 6 | 8 | 7 | 8 | 12 | 30 |

UK Radio Airplay Chart
| Săptămâna | 1  | 2  | 3  | 4  |
| --------- | -- | -- | -- | -- |
| Poziție   | 67 | 50 | 42 | 48 |